# 귀곡성
귀곡성(鬼哭聲)은 창법적 요소인 성음의 하나이다. 귀신의 울음소리라는 뜻으로 구슬픈 감정을 표현할 때 사용하는 목 구성으로 판소리 춘향가 중에서 옥중 춘향을 묘사할 대 나오는 노래의 한 대목이다. 귀신의 울음소리를 사실적으로 묘사하는 대목인데 옛 명창 송흥록이 이 대목을 잘 불렀다고 <조선창극사>에 기록되어 있다. 현대 이 대목을 부르는 사람들은 계면길에 진양조 장단의 짜임새 안에서 구슬픈 목 구성으로 노래한다.